# تيموثي لين
تيموثي لين (بالصينية: 林道亮) هو كاتب صيني، ولد في 18 يناير 1911 في تشيجيانغ في الصين، وتوفي في 11 أكتوبر 2009 في مونتيري بارك في الولايات المتحدة.